# Robert W. Colglazier

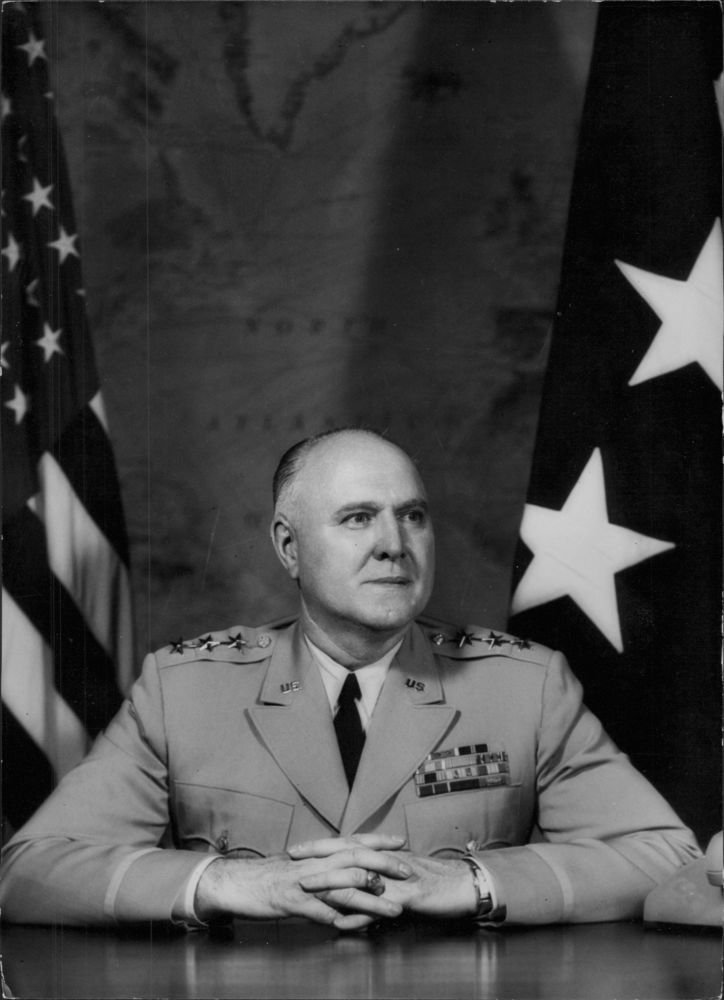
Robert Wesley Colglazier Jr.

Robert Wesley Colglazier Jr. (* 18. Oktober 1904 in St. Louis, Missouri; † 23. Januar 1993 in San Antonio, Bexar County, Texas) war ein Generalleutnant der United States Army. Er war unter anderem Kommandeur der 4. Armee.
Robert Colglazier war ein Sohn von Robert Wesley Colglazier (1869–1959) und dessen Frau Helen Justine Fish (1878–1958). Über das ROTC-Programm der Texas A&M University gelangte er im Jahr 1925 in das Offizierskorps des US-Heeres. Er war in den folgenden Jahren aber kein aktiver Offizier der regulären Armee, sondern Offizier in deren Reserve. In der Folge arbeitete er als Bauingenieur in der familieneigenen Baufirma in San Antonio in Texas. In den 1930er Jahren war er auch für die Works Progress Administration tätig, die im Zuge des New-Deal-Programms der Bundesregierung unter dem Präsidenten Franklin D. Roosevelt gegründet worden war.
Angesichts des bevorstehenden Kriegseintritts der Vereinigten Staaten in den Zweiten Weltkrieg wurde Coglazier im Jahr 1941 in den aktiven Militärdienst berufen. Er wurde seiner Berufserfahrung entsprechend im Bau- bzw. Pionierbereich eingesetzt. Er gehörte dem Pionierkorps an und war während des Krieges in Europa und zwischenzeitlich auch in Nordafrika und im Kriegsschauplatz Mittelmeerraum eingesetzt. Zudem war er an den Planungen für das Pentagon-Gebäude beteiligt.
Nach Kriegsende war Colglazier wieder militärisch inaktiv, blieb aber weiterhin Mitglied der Reserve des Heeres. Er kehrte nach San Antonio zurück und übernahm dort die Leitung der inzwischen in Colglazier McKennon Construction umbenannten Familienfirma. Bei Ausbruch des Koreakriegs wurde er erneut als Offizier reaktiviert. Dabei war er vor allem in der Stabsabteilung für Logistik (G4) im Heeresministerium tätig. Schwerpunkt seiner dortigen Arbeit war die Organisation des Nachschubs und die Versorgung der amerikanischen Truppen in Südkorea.
In der Folge blieb Robert Colglazier beim Militär. In den Jahren 1956 und 1957 war er in Deutschland bei der United States Army Europe (USAREUR), wo er die Communications Zone befehligte. Danach kehrte er in den Stab der Heeresleitung im Pentagon zurück, wo er erneut in der Abteilung G4 tätig wurde und sie von 1959 bis 1964 leitete. Schwerpunkt seiner Arbeit war zu jener Zeit die Materialbeschaffung und der Nachschub für die amerikanischen Truppen im Vietnamkrieg.
Im Jahr 1964 erhielt Colglazier als Nachfolger von Carl H. Jark das Kommando über die in Fort Sam Houston stationierte 4. Armee. Nachdem er sein Kommando im Jahr 1966 an Thomas W. Dunn übergeben hatte, ging er in den Ruhestand.
Robert Colglazier verbrachte seinen Lebensabend in San Antonio in Texas. Für einige Jahre war er noch für die Texas A&M University tätig. Er starb am 23. Januar 1993 und wurde auf dem Fort Sam Houston National Cemetery beigesetzt.

## Orden und Auszeichnungen
Robert Colglazier erhielt im Lauf seiner militärischen Laufbahn unter anderem folgende Auszeichnungen:
- Army Distinguished Service Medal
- Legion of Merit
- Bronze Star Medal
- Army Commendation Medal
- Order of the British Empire (Großbritannien)
- Orden der Ehrenlegion (Frankreich)
- Croix de Guerre (Frankreich)